# Eusarcus armatus
Eusarcus armatus is een hooiwagen uit de familie Gonyleptidae.